# José María Mainetti
José María Mainetti (n. en Hinojo, Provincia de Buenos Aires, el 30 de mayo de 1909;m. en Gonnet, Provincia de Buenos Aires, el 9 de febrero de 2006) fue un médico, cirujano y oncólogo argentino conocido por haber creado en Gonnet (La Plata) uno de los centros oncológicos más importantes de América Latina.

## Biografía
Mainetti nació en Hinojo, Provincia de Buenos Aires. Realizó sus estudios primarios, secundarios y universitarios en La Plata. 
Fue ayudante-disector en la Cátedra de Anatomía de la Escuela de Medicina de dicha Universidad, a cargo del Prof. Dr. Eugenio Galli, quien también dirigía la Cátedra en la Universidad de Buenos Aires. Su famoso atlas del corazón Corazón. estudio descriptivo y topografico, publicado en 1933 en Buenos Aires) fue ilustrado con las disecciones de Mainetti en La Plata y de Alfonso Roque Albanese en Buenos Aires. 
Se recibió de médico en 1932 en la Universidad Nacional de La Plata donde se desempeñó como profesor desde 1940. Mainetti es conocido como el mentor de René Favaloro, y pionero de la bioética en el país, área donde a su vez se desempeña su hijo José Alberto Mainetti. 
En 1969 creó la Fundación Dr. José María Mainetti para el Progreso de la Medicina, y en 1971 la Escuela de Oncología. En 1986 la Fundación creó el Centro Oncológico de Excelencia (C.O.E.) para la enseñanza, investigación, diagnóstico y atención contra el cáncer.

## C.O.E.
El Centro Oncológico de Excelencia, ubicado en la localidad de Manuel B.Gonnet fue una creación original de la Fundación, realizado con la activa participación del Estado y la comunidad. El C.O.E. fue previsto como un centro regionalizado en conexión con los hospitales generales y la UNLP, destinado a formar parte de la política nacional y del programa provincial de salud en los aspectos de la prevención, diagnóstico, tratamiento e investigación en cáncer. Se trató de un centro médico con características singulares, destacándose fundamentalmente por el alto nivel profesional y técnico. Originalmente se creó como una unidad médica modelo a los fines de la investigación, docencia y asistencia, para la prevención, diagnóstico y tratamiento de tumores y enfermedades afines, constituyéndose en 1986 en el más importante de América Latina.
Según el Dr. Mainetti, el C.O.E. consideraba que su rol fundamental era "la promoción-prevención de la salud, y que en la aplicación de la tecnología deben emplearse los criterios de compasión, proporción, humildad, desinterés y economía. Aspira a la excelencia holística o totalizadora, material y espiritual, de las personas". El C.O.E. fue durante una década un referente único en materia oncológica, tratamiento, investigación y docencia para todo el país. Llegaban pacientes de alta complejidad de todas partes para atenderse allí, contando con profesionales médicos de excelencia. Diseñado por los arquitectos Javier Rojo y Jorge Mateo, el complejo posee un gran parque que rodea al edificio central privilegiando el contacto con la naturaleza y el aire puro. El edificio cuenta con una superficie cubierta de 8.500 m² divididas en siete unidades diferenciadas donde se distribuyen las siguientes dependencias:
1- Unidad docente y formación de Recursos Humanos, salas de estudio, de reuniones, biblioteca, aulas para grupos y auditorio.
2- Laboratorios clínicos y de investigaciones distribuidos en 24 dependencias.
3- Planta tecnológica de diagnóstico por imágenes, medicina nuclear y terapia radiante.
4- Ambulatorio de prevención y tratamiento
5- Planta de internación con capacidad de 90 camas
6- Dependencias completas dedicadas a la gestión administrativa.
7- En la parte postrior del edificio se encuentra la entrada de guardia exclusiva para ambulancias y un estacionamiento privado con capacidad para más de 150 coches.
El Instituto de Trasplante de Médula Ósea (ITMO) fue creado en el ámbito de la Fundación Mainetti en marzo de 1993, luego de 6 años de actividad de un grupo médico que elaboran un proyecto integrado de desarrollado en sus fases técnico-médicas edilicias y de equipamiento. El ITMO estaba inserto en el Centro Oncológico de Excelencia, que es un Centro asistencial de nivel 4, donde tiene todo el soporte de diagnóstico: radiología, ecografía, tomografía, medicina nuclear, laboratorio de análisis clínicos, cirugía, hemodinamia y trasplante renal, planta radiante con cobaltoterapia, radioterapia y acelerador lineal. El objetivo del Instituto era crear un espacio adecuado de atención de pacientes de altísima demanda como son los pacientes de oncohematológicos y los de trasplante de médula ósea. El ITMO ha basado su desarrollo en tres pilares fundamentales: 
- El equipo profesional.
- La infraestructura edilicia y de equipamiento.
- Una filosofía y sistemática del trabajo.

En marzo de 1993 se realizó el primer trasplante autólogo de médula ósea en el ámbito de la Provincia de Buenos Aires. En julio de 1994 el primer trasplante con selección positiva de células CD34 que se practicó en América Latina. En noviembre de 1995 se realizó en el ITMO el primer trasplante con células progenitoras de cordón umbilical relacionado de Argentina. En 1995 el ITMO fue la unidad que más trasplantes alogénicos realizara en Argentina y para junio de 1996 se efectuaba el trasplante N.º 100.
Sin embargo, a finales de la década del 90, la situación financiera del establecimiento comenzó a deteriorarse lentamente. Para 1997, las deudas ascendían a los 6 millones de pesos y se pidió la convocatoria de acreedores. En 2004, finalmente, se decretaría la quiebra. Mainetti se opuso a que el lugar se transformara en una clínica privada bajo el formato de una Sociedad Anónima y al igual que Favaloro, debió luchar contra la falta de financiamiento para sus actividades.José María Mainetti murió el 9 de febrero de 2006 en Gonnet. Sus restos mortales descansan en el Cementerio de La Plata.
Finalmente, el Centro Oncológico de Excelencia, una de las instituciones médicas más importantes de Argentina y América Latina, cerró sus puertas en junio de 2006, seis meses después de la muerte de su fundador luego de que el Ministerio de Salud provincial lo inhabilitara para mantener pacientes internados por no tener médicos de guardia disponibles.En 2014, hubo un intento fallido de recuperación que no prosperó.